# گوستاوو برگالی
گوستاوو برگالی (انگلیسی: Gustavo Bergalli؛ زادهٔ ۱۴ دسامبر ۱۹۴۰) آهنگساز و نوازنده ترومپت اهل آرژانتین است.